# Schaatsen op de Olympische Winterspelen 2022 - 10.000 meter mannen
De 10.000 meter mannen op de Olympische Winterspelen 2022 werd op vrijdag 11 februari 2022 in de National Speed Skating Oval in Peking, China verreden.

## Tijdschema
| Datum       | Lokale tijd | MET   |
| ----------- | ----------- | ----- |
| 11 februari | 16:00       | 09:00 |

## Records
Records voor aanvang van de Spelen in 2022. 
| Titelhouder      | Ted-Jan Bloemen   | Canada | 12:39,77 | Gangneung  | Olympische winterspelen 2018 | 15 februari 2018 |   |
| Wereldrecord     | Nils van der Poel | Zweden | 12:32,95 | Heerenveen | WK Afstanden 2021            | 14 februari 2021 |   |
| Olympisch record | Ted-Jan Bloemen   | Canada | 12:39,77 | Gangneung  | Olympische winterspelen 2018 | 15 februari 2018 |   |
| Baanrecord       | -                 | -      | -        | -          | -                            | -                | - |

## Statistieken

### Uitslag
| Plaats | Naam                  | Land            | Tijd     | Verschil   |
| ------ | --------------------- | --------------- | -------- | ---------- |
| Goud   | Nils van der Poel     | Zweden          | 12:30,74 | +0,00      |
| Zilver | Patrick Roest         | Nederland       | 12:44,59 | + 13,85    |
| Brons  | Davide Ghiotto        | Italië          | 12:45,98 | + 15,24    |
| 4      | Jorrit Bergsma        | Nederland       | 12:48,94 | + 18,20    |
| 5      | Aleksandr Roemjantsev | Russische ploeg | 12:51,33 | + 20,59    |
| 6      | Graeme Fish           | Canada          | 12:58,80 | + 28,06    |
| 7      | Patrick Beckert       | Duitsland       | 13:01,23 | + 30,49    |
| 8      | Ted-Jan Bloemen       | Canada          | 13:01,39 | + 30,65    |
| 9      | Michele Malfatti      | Italië          | 13:01,42 | PR + 30,68 |
| 10     | Bart Swings           | België          | 13:02,43 | + 31,69    |
| 11     | Ryosuke Tsuchiya      | Japan           | 13:02,49 | + 31,75    |
| 12     | Peter Michael         | Nieuw-Zeeland   | 13:33,53 | + 1.02,79  |

PR = persoonlijk record

### Startlijst
| Rit        | Binnenbaan            | Buitenbaan      |
| ---------- | --------------------- | --------------- |
| 1          | Peter Michael         | Graeme Fish     |
| 2          | Michele Malfatti      | Patrick Roest   |
| 3          | Ryosuke Tsuchiya      | Patrick Beckert |
| Dweilpauze |                       |                 |
| 4          | Aleksandr Roemjantsev | Jorrit Bergsma  |
| 5          | Nils van der Poel     | Davide Ghiotto  |
| 6          | Ted-Jan Bloemen       | Bart Swings     |

## IJs- en klimaatcondities
| Tijd             | 15:54     | 16:44     | 17:06     | 17:51     |
| Paar             | 1         | 3         | 4         | 6         |
| Luchttemperatuur | 18,8°C    | 18,2°C    | 18,6°C    | 18,0°C    |
| IJstemperatuur   | -10,9°C   | -11,1°C   | -11,0°C   | -11,0°C   |
| Luchtvochtigheid | 23 %      | 23 %      | 23 %      | 23 %      |
| Luchtdruk        | 1.020 hPa | 1.020 hPa | 1.020 hPa | 1.020 hPa |

## Deelnemers

### Lotingsgroepen
| Groep | SOQC                                     | Nr. | Naam                  | Rit     |
| ----- | ---------------------------------------- | --- | --------------------- | ------- |
| I     | 4 best gerangschikte deelnemers          | 1   | Nils van der Poel     | 5 t/m 6 |
| I     | 4 best gerangschikte deelnemers          | 2   | Ted-Jan Bloemen       | 5 t/m 6 |
| I     | 4 best gerangschikte deelnemers          | 3   | Davide Ghiotto        | 5 t/m 6 |
| I     | 4 best gerangschikte deelnemers          | 4   | Bart Swings           | 5 t/m 6 |
| II    | 5 tot nummer 8 gerangschikte deelnemers  | 5   | Aleksandr Roemjantsev | 3 t/m 4 |
| II    | 5 tot nummer 8 gerangschikte deelnemers  | 6   | Jorrit Bergsma        | 3 t/m 4 |
| II    | 5 tot nummer 8 gerangschikte deelnemers  | 7   | Patrick Beckert       | 3 t/m 4 |
| II    | 5 tot nummer 8 gerangschikte deelnemers  | 8   | Ryosuke Tsuchiya      | 3 t/m 4 |
| III   | 9 tot nummer 12 gerangschikte deelnemers | 9   | Graeme Fish           | 1 t/m 2 |
| III   | 9 tot nummer 12 gerangschikte deelnemers | 10  | Michele Malfatti      | 1 t/m 2 |
| III   | 9 tot nummer 12 gerangschikte deelnemers | 11  | Patrick Roest         | 1 t/m 2 |
| III   | 9 tot nummer 12 gerangschikte deelnemers | 12  | Peter Michael         | 1 t/m 2 |

### Afmeldingen
Tijdens de Winterspelen
- Quotaplek  Russische ploeg #2 → vervangen door  Nieuw-Zeeland #1 (Peter Michael)